# شاپرک یاس
شاپرک یاس (نام علمی: Podosesia syringae) نام یک گونه از خانواده شاپرک‌های بال‌شیشه‌ای است.
شاپرک‌های یاس بالغ از درختان یاس خوشه‌ای، زبان‌گنجشک و برگ نو تغذیه می‌کنند و در پوست این درختان تخم‌ریزی می‌کنند.